# Стадион ЦДКА
Стадион Центрального дома Красной армии (наименование применялось с 1928 по 1950 годы) — бывший футбольный стадион. С 1912 до 1938 года являлся домашним стадионом клуба, ныне известного как ЦСКА, после до середины 1950-х являлся его клубной базой. Названия стадиона менялись параллельно смене названий клуба, которому стадион принадлежал: 1912—1923 стадион ОЛЛС (Общества любителей лыжного спорта), 1923—1928 стадион ОППВ (Опытно-показательной площадки Всевобуча, затем Опытно-показательной площадки Военведа), 1928—1950 стадион ЦДКА (Центрального Дома Красной Армии), после 1951 — стадион ЦДСА (Центрального Дома Советской Армии). Стадион снесён в середине 1950-х в для проведения Американской национальной выставки в Сокольниках.

## Местонахождение
Стадион располагался в московском парке «Сокольники» между 4-м и 5-м Лучевыми просеками на месте нынешнего конгрессно-выставочного центра.
Несмотря на 45-летнюю историю, наименование «Стадион ЦДКА», в отличие от «Динамо» и «Сталинец», практически не встречается на планах Москвы, что может быть связано с засекречиванием информации об объектах, находившихся в ведении Минобороны, на которых велась подготовка военнослужащих. Например, на Плане Москвы 1938 года стадион ЦДКА обозначен безо всяких наименований, а на Плане-схеме 1956 года поименован просто как «стадион».. Лишь на немецкой Сборной военной карте Москвы 1940 года можно встретить указание на «спортплощадку Р.К.К.А.». С другой стороны это можно объяснить просто низкой детализацией советских планов городов — на них указывались лишь важнейшие объекты, коими являлись крупнейшие стадионы страны «Динамо» и «Сталинец», но стадион ЦДКА с его низкой вместимостью и статусом, где почти не проводились матчи чемпионатов страны, к ним не относился.

## История

### Основание

Команда ОЛЛС

С 1901 года у Сокольнической заставы находилась спортивная станция Общества любителей лыжного спорта (ОЛЛС), возглавляемого Фёдором Геннигом. Большую часть членов ОЛЛС составляли офицеры и юнкера. После того как в 1911 году при обществе была организована футбольная секция, неподалёку от лыжной базы было решено построить футбольное поле. Поле открыто в 1912 году, по бокам от него были сооружены небольшие деревянные трибуны для зрителей.
В 1923 году спортивные организации бывшей Российской империи ликвидированы, а их материальная база национализирована в пользу вновь создаваемых ведомственных спортивных обществ. Спортсмены ОЛЛС влились в созданную при Красной армии Опытно-показательную площадку Главного управления всеобщего военного обучения (ОППВ).
23 февраля 1928 года в Москве открылся Центральный дом Красной Армии имени Фрунзе (ЦДКА), в структуру которого входил спортивный отдел, взявший на себя функции упразднённого Всевобуча.

### Реконструкция
В 1935 году по проекту архитектора Владимира Мунца в соавторстве с архитектором Олегом Лялиным, закончившим к тому времени строительство стадиона «Динамо» в Ленинграде, проведена реконструкция Стадиона ЦДКА в Сокольниках, в результате которой он получил новую чашу и его вместимость увеличилась с 8 до 10 тыс. мест.
С 1951 по 1957 гг. в связи с переименованием РККА и реорганизацией Вооружённых сил СССР наименование спортивного клуба ЦДКА изменилось на ЦДСА (Центральный дом Советской Армии), в связи с чем стадион в очередной и уже последний раз меняет своё название.

### Закрытие и снос
С 1952 по 1953 годы футбольная команда ЦДСА была расформирована. В этот период территорию вокруг опустевшего стадиона начинают застраивать павильонами для проведения различных выставок. В 1957 году стадион окончательно закрыли и снесли. На его месте возвели два выставочных павильона со стеклянными стенами высотой 15 м. для нового выставочного центра, в котором 25 июля 1959 года в присутствии Хрущёва и Никсона открылась Американская национальная выставка «Промышленная продукция США», где советский лидер попробовал Пепси. Сейчас около места, где располагался стадион, установлен мемориальный камень с надписью «Здесь комсомольцы в 1957 году разрушили стадион ОЛЛС-ОППВ-ЦДКА-ЦДСА для проведения выставки США».

## Спортивные мероприятия
Стадион являлся домашним полем  клуба ОЛЛС (затем ОППВ, затем ЦДКА) в матчах чемпионатах Москвы. После реконструкции 1935 года стадион был готов к проведению  первого чемпионата СССР по футболу. 23 мая 1936 года состоялся дебютный матч армейцев в первенстве страны. ЦДКА принимал ленинградскую «Красную зарю» и обыграл гостей со счётом 6:2.. На стадионе в Сокольниках ЦДКА провёл оба первенства 1936 года. Но, посещаемость армейской команды в довоенные годы неуклонно росла и десятитысячник уже мало устраивал. Сезон 1937 ЦСКА провёл на огромном Динамо, вмещавшем до 60 000 зрителей. В 1938 году ЦДКА вернулся в родные Сокольники, но лишь на один год. После этого года матчей первенств страны здесь более не проводилось. Стадион стал просто клубной базой для тренировок, а принимать соперников клуб предпочитал на Динамо или тридцатитысячном Сталинце.
В годы войны на стадионе проводились различные мероприятия. 3 августа 1941 года на стадионе Центрального дома Красной Армии в Сокольниках начался розыгрыш первенства Москвы по лёгкой атлетике, а также состоялся матч Кубка Москвы по футболу. В годы войны, возможно в 1943, здесь были сыграны последние официальные матчи на первенство Москвы.
По воспоминаниям нападающего ЦДКА и сборной СССР В.А. Николаева: 

Базой команды в Москве был стадион ЦДКА в Сокольниках. Чистенький, ухоженный, содержащийся в прекрасном состоянии, он уютно размещался на 4-м Лучевом просеке в окружении вековых елей... На этом скромном стадионе выросли несколько поколений армейских футболистов.— Валентин Николаев «Я – из ЦДКА!»
18 июля 1954 года в День физкультурника на поле стадиона ЦДСА прошёл первый в СССР матч по хоккею на траве между основным и молодёжным составами основного хоккейного клуба армейцев. Счёт в этой игре так и не был открыт.